# اچ‌ام‌اس برویک (۱۸۰۹)

Berwick

اچ‌ام‌اس برویک (۱۸۰۹) (به انگلیسی: HMS Berwick (1809)) یک کشتی بود که طول آن ۱۷۶ فوت (۵۴ متر) بود. این کشتی در سال ۱۸۰۹ ساخته شد.